# Nombre de Helmholtz
Le nombre de Helmholtz {\displaystyle (He)} est un nombre sans dimension utilisé en acoustique. Il représente le rapport entre une longueur caractéristique et la longueur de l'onde acoustique.
Ce nombre porte le nom de Hermann Ludwig von Helmholtz, physicien allemand.
On le définit de la manière suivante :
{\displaystyle He={\frac {L_{c}}{\lambda }}}
avec :
- Lc - longueur caractéristique
- λ - longueur d'onde

Ce nombre sert à déterminer la propagation d'une onde acoustique en fonction d'un obstacle : si le nombre de Helmholtz est petit, la propagation sera faible.